# Pirbuterol
Pirbuterol (łac. pirbuterolum) – wielofunkcyjny organiczny związek chemiczny z grupy katecholamin. Lek o działaniu sympatykomimetycznym, o krótkim czasie działania, działający selektywnie na receptory adrenergiczne β2.

## Mechanizm działania
Pirbuterol jest selektywnym β-mimetykiem działającym na receptory β2, którego działanie utrzymuje się do 5 godzin, a maksymalny efekt następuje po dwóch godzina od podania.

## Zastosowanie
- skurcz oskrzeli[1]

W 2015 roku żaden produkt leczniczy zawierający pirbuterol nie był dopuszczony do obrotu w Polsce.

## Działania niepożądane
Pirbuterol może powodować następujące działania niepożądane (u ponad 1 na 100 pacjentów):
- niepokój
- drżenia mięśniowe
- ból głowy
- zawroty głowy
- kołatanie serca
- tachykardia
- kaszel
- nudności

## Otrzymywanie

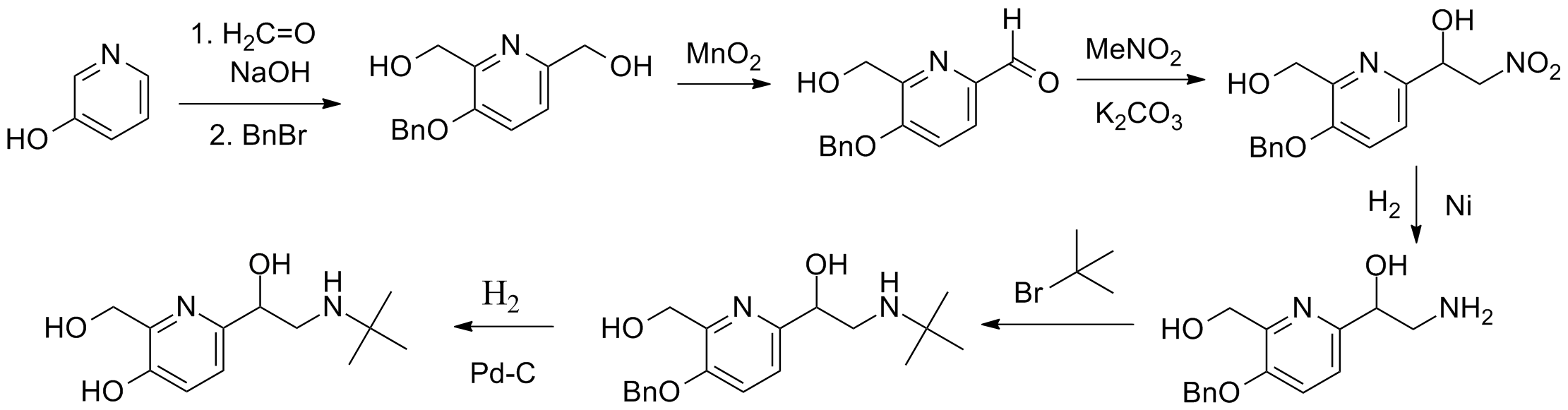
Schemat syntezy pirbuterolu